# Океан (митологија)
Океан (грч. Ὠκεανός [] — Океанос, лат. Oceanus — Океанус; „Океан“), син бога неба Урана и мајке земље Геје, најстарији Титан.

## Митологија
Океан је бог бесконачних и бескрајно дубоких вода што су окруживале земљу. У бурним догађајима у „свету митова“, Океан се умешао само једанпут, али веома успешно. У борби Зевса против титана Крона, помогао је Зевсу да га савлада и да Зевс себе прогласи највишим богом. под Зевсовом владавином, Океан је мирно и спокојно, далеко од света, живео и није имао обавезу да присуствује савету богова, а уживао је поштовање свих богова.
Са својом женом Тетијом је имао небројно потомство — пре свега све реке које су уливају у море (Од река у Србији то је био само Дунав који се у та времена звао Истар).
Неки учењаци верују да је Океан владао свим морским водама, укључујући Медитеранско море и Атлантски океан, највеће две водене масе познате Старим Грцима. Временом, како се географија развијала, Океан је постао владар мање познатих вода Атлантика, а Посејдон, из млађе генерације богова, владао је Медитераном.
Океан се разликује од Понта, бога морских дубина и „унутрашњих мора“ која су била доступна људима. Океан је, као бог „спољнег мора“, људима недоступног, био након Зевса најдостојанственији бог.